# 퀴즈노스

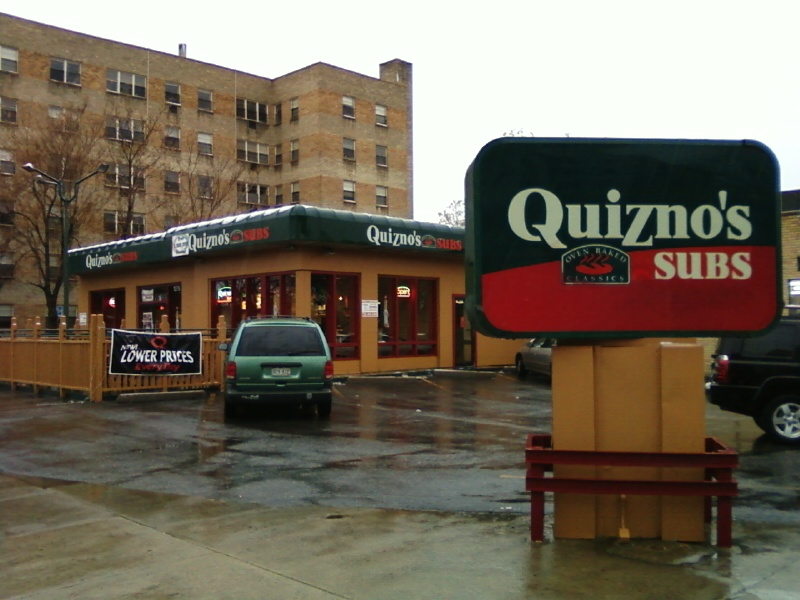
퀴즈노스 1호점

QIP 홀더 유한책임회사(QIP Holder, LLC), 상표명으로 퀴즈노스(Quiznos)는 미국의 샌드위치 체인점 브랜드이다.

## 역사
1981년에 미국 콜로라도주 덴버에 처음 문을 열었으며, 현재 40여개의 나라에 5,000여개가 넘는 매장을 운영 중이다.
대한민국에는 2006년에 처음 진출하였다.